# Mondo (magazin)
A Mondo (vagy Mondo Magazin) japán szubkultúrával, animékkel, mangákkal, videójátékokkal, zenével és Japán kulturális életének egyéb területeivel foglalkozó magazin, melyet a MangaFan kiadó jelentet meg 2007 májusa óta. Az AnimeStars után a második magyarországi anime-manga témájú újság, majd a két magazin 2010 szeptemberi egybeolvadása után a Mondo az egyetlen hivatalos, nem rajongók által szerkesztett japán szubkultúrával foglalkozó magazin Magyarországon. A Mondo indulásától kezdve havonta jelent meg, majd 2012 szeptemberétől kéthavi lappá vált. A Mondóból 2017 májusáig 700 000 példány kelt el.

## Etimológia
A „mondo” olasz szó, jelentése „világ”, a japán mondó (問答; Hepburn: mondō) pedig „kérdéseket és válaszokat”, illetőleg „párbeszédet” jelent.

## Története
A Mondo első száma a Petőfi Csarnokban megrendezett SakuraConon debütált 2007 májusában. Kezdetben 60 színes oldalon foglalkozott főként a Magyarországon aktuális animék, mangák ismertetésével. Az újságban a legtöbb magyarországi japán szubkultúrával foglalkozó cég, köztük az újonnan induló, főszponzor Animax és több mangakiadó támogatóként volt feltüntetve, így e cégek új sorozatainak ismertetői élvezték a fő prioritást, emellett gyakran egész oldalas hirdetéseik is megjelentek. Az animéken és mangákon túl, a Mondo kezdetektől fogva videójátékokkal és a japán kultúrával is foglalkozik. A Mondóban az első években ízelítőként egy-egy mangarészletet is közöltek a MangaFan kiadványaiból. A magazinhoz rendszeresen járt egy vagy több mini- vagy óriásposzter, naptár vagy más kiegészítő, illetve felárral anime-DVD az Elemental Media kiadványaiból.
A 2009 októberi számtól 80 oldalasra bővült az újság, azonban csak ritkán járt hozzá poszter. A 2008-ban kirobbant gazdasági világválság érzékenyen érintette a nyomtatott sajtót, az eladott példányszám havi 6000-ről 3000-3500-ra esett vissza, a mélypont 2012 elején volt. 2010 szeptemberétől az addig külön lapként futó AnimeStars egybeolvadt a Mondóval, amely átvette annak cikkíróit, akiknek munkái külön blokkot kaptak a lapban. 2012 közepén az egyik legfőbb szponzor, az Animax támogatása is megszűnt, így a kiadó úgy döntött, a jobb rentabilitás érdekében a Mondót a 2012 szeptemberi számtól kéthavi lappá változtatja. Ekkor szűnt meg az AnimeStars-blokk is, s ettől kezdve a magazin nagy hangsúlyt fektet a Japánban aktuálisan futó szezonos sorozatokra, illetve a poszter-melléklet is újra rendszeressé vált. Az eladások ismét nőni kezdtek, 4000-4500 példányra számonként.

## Felépítése
A Mondo egyes rovatai idővel változtak, de a témák szerinti fő felépítés hasonló maradt.
- Ismertetők: Műismertetők animékről, mangákról, videójátékokról, élőszereplős japán vagy koreai sorozatokról, filmekről. DVD-ajánlók.
- Japán kultúra: Cikkek Japánról és a japán kultúráról.
- Kreatív: Alkotóknak szóló cikkek például mangarajzolásról, kézművességről.
- Közösség: Az anime- és mangarajongói közösségről szóló cikkek.

## Marketing
A Mondo első éveiben az Animax televíziós reklámjai és az aktív internetes fórumok jelentették a fő népszerűsítési színteret. Az Animax megszűnésével ez áttevődött a Facebook közösségi oldalra és a MondoCon rendezvényeire.
A magazin jelmondata „Japan is here” (Japán itt van), kabalája pedig Nyuffi-kun, egy kövér, lila antropomorf nyúl, aki a 2009 áprilisi számban mutatkozott be egy áprilisi tréfa keretében.

## Fogadtatás
A Mondóból 2017 májusáig 700 000 példány kelt el. Az Anime Manga Palota blog rajongói kritikájában a magazin fő erősségének változatosságát nevezi meg és külön dicséri Damage rovatát. Bírálja azonban főként a magazin korai időszakában jellemző, a cikkírók hiányából fakadó minőségbeli problémákat és a témaismétléseket.